# SS Sambenedettese
Die SS Sambenedettese Calcio ist ein italienischer Fußballverein aus San Benedetto del Tronto, einer Stadt aus der Region Marken. Die Vereinsfarben sind Rot und Blau. Das Stadio Riviera delle Palme in San Benedetto del Tronto ist die Heimspielstätte. Es bietet 22.000 Plätze, ist aber auf 13.786 Zuschauer begrenzt.

## Geschichte
Der Verein wurde im Jahr 1923 gegründet und nahm in den ersten Jahren nach der Gründung an der Terza Divisione teil. Im Jahr 1931 gelang erstmals der Aufstieg in die Seconda Divisione. In den 1940er und 50er Jahren gelang es dem Verein, sich in der Serie C, der dritthöchsten italienischen Spielklasse, zu etablieren und bis auf einen kurzfristigen Wiederabstieg in die Prima Divisione durchgehend in derselben Liga zu spielen. 1956 errang die Mannschaft aus San Benedetto del Tronto den Gewinn der Serie C-Meisterschaft und durfte daraufhin erstmals in der Vereinsgeschichte in der Serie B antreten. Nachdem in sechs Jahren in Folge jeweils der Klassenerhalt erreicht werden konnte, musste die Mannschaft zum Ende der Saison 1962/63 als Zweitletzter der Liga wieder in die drittklassige Serie C absteigen. Der Verein platzierte sich danach in den folgenden zehn Jahren jeweils unter den besten zehn Mannschaften der Liga, scheiterte jedoch mehrmals knapp am Wiederaufstieg. Nachdem zuvor in vier Jahren drei Mal der dritte Rang erreicht wurde, konnte sich die Mannschaft im Jahr 1974 als Erstplatzierter erneut für die Serie B qualifizieren. Es folgten viele mittelmäßige Spielzeiten in Italiens zweithöchster Liga.
Erst 1989 folgte mit dem folgenden Abstieg in die Serie C1 ein erneuter Rückschlag, ein Jahr später konnte die Mannschaft die Klasse nicht halten und rutschte noch eine Liga tiefer. Nach dem direkten Wiederaufstieg in die Serie C1 konnte Sambenedettese im Jahr 1992 seinen ersten Pokal der Vereinsgeschichte gewinnen. Die Mannschaft errang den Sieg in der Coppa Italia Semiprofessionisti. In zwei Partien wurde dabei die AC Siena mit einem Gesamtscore von 3:2 Toren besiegt und der Pokal eingefahren. Die folgenden Jahre wurden zu den schwierigsten der Vereinsgeschichte. Im Jahr 1994 wurde dem Verein aufgrund seiner Zahlungsunfähigkeit die Lizenz verweigert und somit erstmals zum Zwangsabstieg in das Campionato Eccellenza, die zweithöchste Amateurliga, verurteilt. Daraufhin änderte der Verein seinen Namen in A.S. Sambenedettese Calcio.
Die Mannschaft verbrachte sieben Jahre im Amateurlager, 2001 gelang die Promotion in die Serie C2. Nur ein Jahr später konnte mit dem Gewinn der Liga der nächste Aufstieg erreicht werden. Die Mannschaft konnte in der Serie C1 um die vorderen Plätze mitspielen, unterlag jedoch in den Play-offs um den Aufstieg in die Serie B im Jahr 2003 gegen Pescara Calcio und 2005 gegen den SSC Neapel. Ein Jahr später wurde erneut die Insolvenz des Vereins bekannt, er durfte jedoch nach sechs Punkten Abzug vorerst in der dritthöchsten Liga verbleiben. In der Saison 2008/09 stieg die Mannschaft sowohl auf sportlichen und finanziellen Weg ab. Der 16. Rang in der Meisterschaft in der inzwischen in Lega Pro Prima Divisione umbenannten Liga genügte nicht zum Klassenerhalt, in den Play-outs verlor die Mannschaft gegen Calcio Lecco.
Der überschuldete Verein erhielt abermals keine Lizenz und musste wegen finanziellen Schwierigkeiten in das Amateurlager absteigen. Nach der Saison 2009/10 gelang als Erstplatzierter der Eccellenza Marche der Wiederaufstieg in die Serie D.

## Ehemalige Spieler
- Ghislain Akassou
- Nicolás Amodio
- Enrico Annoni
- Mariano Bogliacino
- Stefano Borgonovo
- Cristian Bucchi
- Franco Causio
- Antonio Chimenti
- Franco Colomba
- Luca Cigarini
- Stefano Colantuono
- Gennaro Delvecchio
- Andrea Esposito
- Eugenio Fascetti
- Francesco Guidolin
- Julio César de León
- Giovanni Martusciello
- Giampaolo Menichelli
- Antonio Rosati
- Franco Selvaggi
- Andrea Soncin
- Roberto Tancredi
- Alessandro Zamperini
- Walter Zenga

## Trainer
- Osvaldo Fattori (1961–1962)
- Francesco Petagna (1962)
- Lauro Toneatto (1978–1979)
- Zbigniew Boniek (1992–1993)
- Davide Ballardini (2004–2005)
- Giuseppe Galderisi (2005–2006)
- Giuseppe Giannini (2006)